# کرسی (سرزمین)

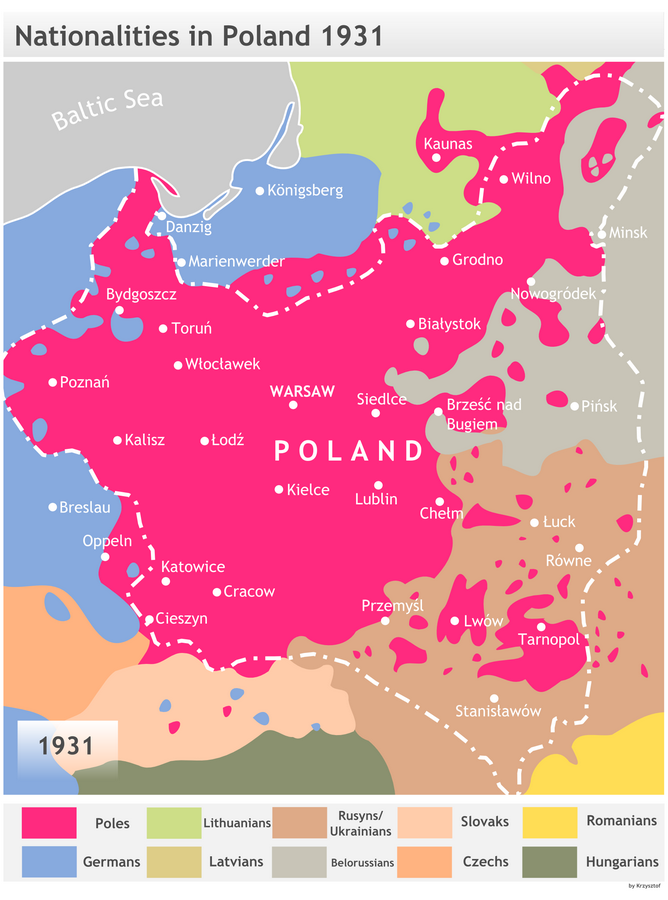
نمایی از نقشهٔ قومی کشور لهستان در سال ۱۹۳۱

کرِسی (به لهستانی: Kresy Wschodnie به معنی کرانه شرقی) نام منطقه‌ای در جمهوری دوم لهستان در دوره میان‌دوجنگ بود که تقریباً نیمی از مساحت کل ایالتش را تشکیل می‌داد. بیشتر ساکنان این منطقه از اقوام لهستانی‌تبار بودند و در کنار آن‌ها اقلیت‌های قومی دیگری هم زندگی می‌کردند.
اکنون قسمتی از 
لیتوانی 
بلاروس 
اوکراین 